# Mimenicodes rugiceps
Mimenicodes rugiceps là một loài bọ cánh cứng trong họ Cerambycidae.